# Чикасо (Алабама)
Чикасо (англ. Chickasaw) — город в США в округе Мобил штата Алабама.

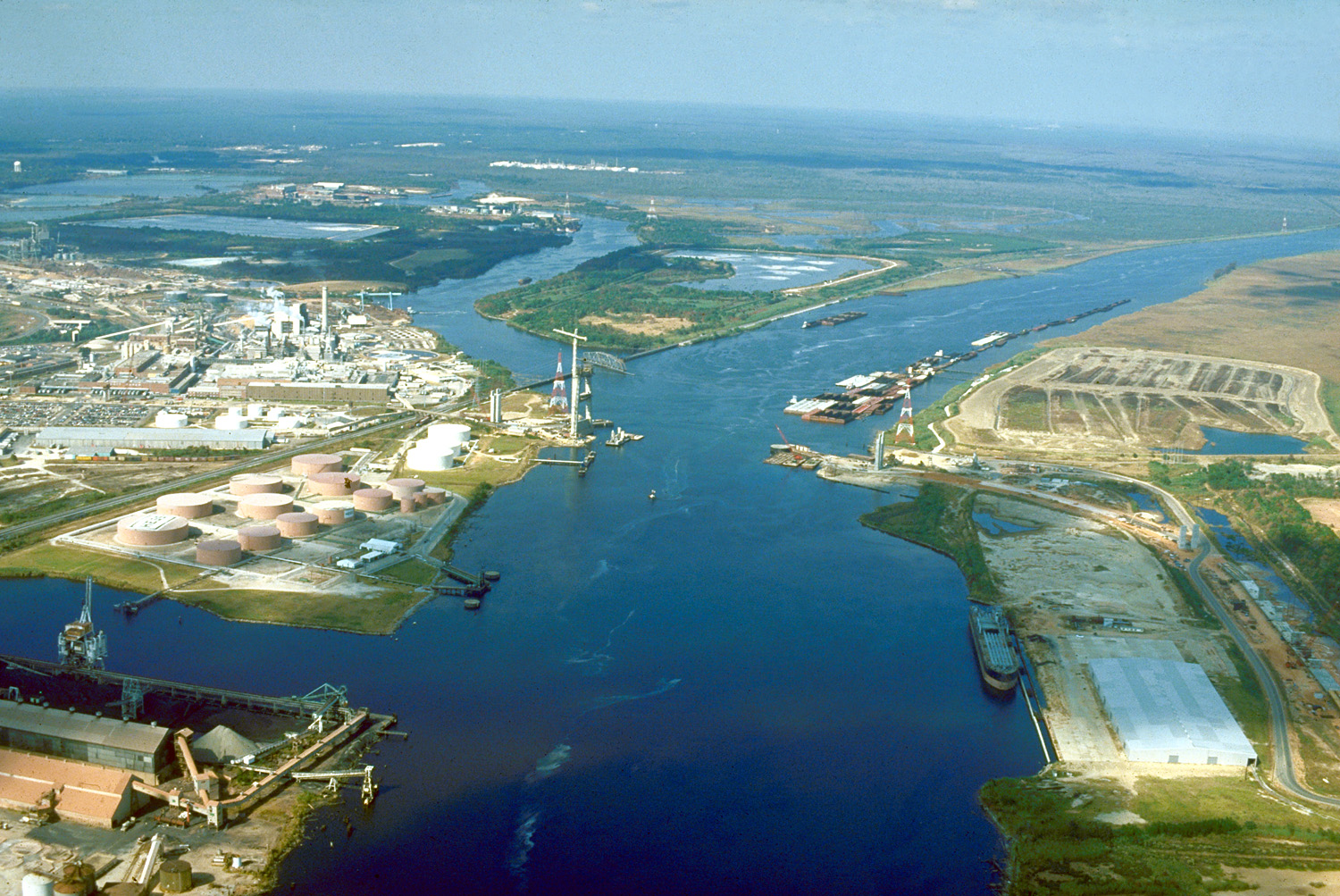
Река Мобил при впадении в неё ручья Чикасо

Северный пригород Мобила, находится в юго-западной Алабаме. Расположен на ручье Чикасо, притоке района дельты залива Мобил. Названный в честь индейцев чикасо, он был основан во время Первой мировой войны как судостроительное сообщество. Хотя сейчас здесь преимущественно жилые дома, здесь по-прежнему имеются рыболовные промыслы и портовые сооружения для экспорта товаров из Бирмингема. Деревня, инкорпорирована в 1917 году; город, инкорпорирован в 1946 году. Население: (2000 г.) 6364 человека; (2010 г.) 6106 человек.
| 2010 | 2020  |
| ---- | ----- |
| 6106 | ↗6457 |